# متلازمة اليد المنقسمة
متلازمة انقسام اليد في الطب هي متلازمة عصبية تظهر فيها عضلات اليد على جانب الإبهام(الجانبية، البرزة الراحية) مصابة بالهزال، في حين أن العضلات على جانب الخنصر (وسطي، برزة ضرة اليد ). من الناحية التشريحية فإن العضلة القصيرة المبعدة لإبهام اليد والعضلة الظهرية بين عظام اليد تكون مصابة بالهزال أكثر من العضلة المبعدة لخنصر اليد.
إذا تم استبعاد الآفات التي تصيب فروع العصب الزندي التي تمتد إلى العضلات المصابة بالهزال فمن المؤكد تقريبًا أن الآفة تقع في القرن الأمامي للنخاع الشوكي عند المستوى C8-T1. وقد تم اقتراحه كعلامة محددة نسبيًا علامة للتصلب الضموري الجانبي (ALS أو لوجيهريج).
يمكن أن يحدث أيضًا في الاضطرابات الأخرى التي تؤثر على القرن الأمامي مثل ضمور العضلات الشوكي ومرض شاركو ماري توث وشلل الأطفال والضمور العضلي المترقي . البداية البطيئة ونقص الألم أو الأعراض الحسية هي براهين على آفة في الجذر الفقري أو الضفيرة العضدية. إلى حد ما يمكن أيضًا رؤية هذه الملامح في الشيخوخة الطبيعية (على الرغم من أن الهزال الظاهر للعضلات من الناحية الفنية هو ساركوبينيا وليس ضمور).
تمت صياغة مصطلح متلازمة اليد المنقسمة لأول مرة في عام 1994 من قبل باحث من كليفلاند كلينك يُدعى آسا جيه ويلبورن.